# Sinagoga grande di Luc'k
La sinagoga grande di Luc'k, costruita nel 1626-1629 sul modello della sinagoga della Rosa d'Oro di Leopoli, è uno degli esempi più significativi di sinagoga-fortezza oggi esistenti nella regione. Si trova a Luc'k, in Ucraina. Danneggiata dagli eventi bellici della seconda guerra mondiale, nel periodo sovietico fu trasformata in palestra e sede di un'associazione sportiva, destinazione che conserva tuttora.

## Storia e descrizione
A Luc'k (in Polonia fino al 1795; quindi in Russia fino al 1919; di nuovo in Polonia fino al 1939, e oggi in Ucraina) esisteva una delle maggiori comunità ebraiche della regione.
La sinagoga grande fu costruita negli anni 1626-29, forse sulle rovine di una precedente sinagoga in muratura distrutta dall'invasione dei Tartari nel 1617. Il re Sigismondo III di Polonia ne ordinò la ricostruzione facendone parte del sistema difensivo della città, come già avvenuto nel caso della sinagoga della Rosa d'Oro di Leopoli, al cui modello la sinagoga grande di Luc'k si ispirò direttamente. Da qui la forma di sinagoga-fortezza assunta dal corpo centrale dell'edificio, dalle dimensioni di un cubo, con spesse e alte mura, feritoie alle pareti e la possibilità, in caso di necessità, di collocare l'artiglieria sul tetto. La funzione militare è accentuata dalla presenza di un torrione quadrato a rafforzare uno degli angoli della struttura. Le esigenze difensive fecero superare anche le obiezioni del vicino monastero domenicano, circa l'imponenza e la visibilità assunta dalla costruzione.
All'interno, secondo uno schema tipico delle sinagoghe della regione, la sala di preghiera aveva quattro colonne centrali che delimitavano l'area del podio e sorreggevano i soffitti a volta. L'arca santa era collocata sulla parete orientale in una nicchia decorata con stucchi.
L'importanza militare dell'edificio fu subito messa alla prova nel 1648, quando esso contribuì efficacemente alla difesa della città da un attacco dei cosacchi.
Il numero di ebrei residenti a Luc'k è costantemente aumentato. Dai circa 525 ebrei del 1648 si arriva a 1331 già nella seconda metà del XVIII secolo. Ciò portò ad alcuni lavori di ampliamento dell'edificio per ricavarne ambienti per la scuola e il matroneo.
Nel 1869, la sinagoga fu danneggiata da un incendio. Il restauro si concluse solo nel 1886.
La sinagoga subì alcuni danni anche in occasione della prima guerra mondiale ma essi furono riparati nel 1936.

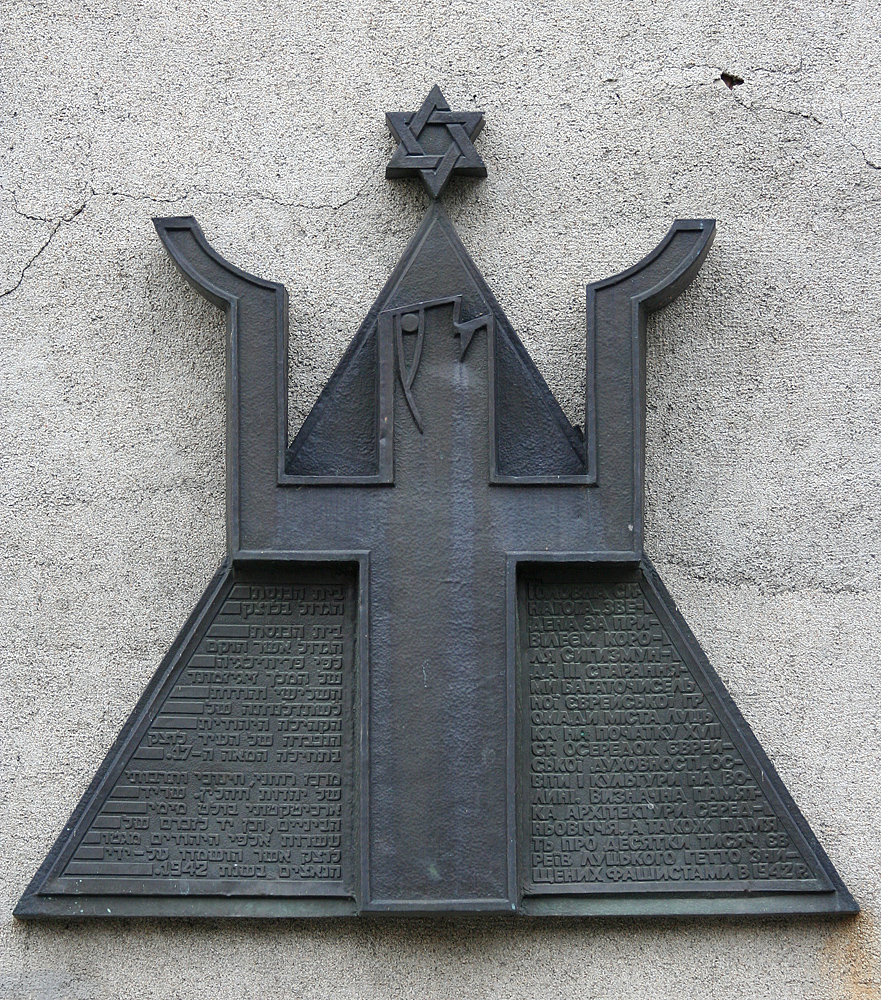
La lapide commemorativa collocata nel 1995 sulla parete esterna della sinagoga

Durante l'Olocausto l'intera popolazione ebraica della città (17.000 persone) fu sterminata nel Massacro di Gurka Połonka.
La sinagoga grande fu vandalizzata e danneggiata dagli eventi bellici, ma l'edificio sopravvisse.
Le ristrutturazioni del dopoguerra portarono completa alla distruzione della struttura interna, con la demolizione della sala di preghiera e la sua trasformazione in palestra. Gli esterni furono preservati e in parte ricostruiti.
Ancor oggi la sinagoga è sede di un circolo sportivo. Dal 30 maggio 1995 una lapide commemorativa, collocata sulla parete esterna dell'edificio, ne ricorda l'uso sinagogale.